# Pierrefitte (Deux-Sèvres)
Pierrefitte település Franciaországban, Deux-Sèvres megyében. Lakosainak száma 323 fő (2022. január 1.). Pierrefitte Faye-l’Abbesse, Geay, Glénay, Sainte-Gemme és Saint-Varent községekkel határos.

## Népesség
A település népességének változása:
| Lakosok száma | 343  | 342  | 341  | 327  | 329  | 330  | 332  | 327  | 323  |
|               | 2013 | 2015 | 2016 | 2017 | 2018 | 2019 | 2020 | 2021 | 2022 |